# (2670) Tchouvachie
(2670) Tchouvachie (en russe (2670) Чувашия) est un astéroïde de la ceinture principale. Il doit son nom à la république de Tchouvachie.

## Description
(2670) Tchouvachie est un astéroïde de la ceinture principale. Il fut découvert le 14 août 1977 à Naoutchnyï par Nikolaï Tchernykh. Il présente une orbite caractérisée par un demi-grand axe de 3,17 UA, une excentricité de 0,07 et une inclinaison de 9,9° par rapport à l'écliptique.

## Compléments